# Froggattisca gemma
Froggattisca gemma är en insektsart som beskrevs av Tim R. New 1985. Froggattisca gemma ingår i släktet Froggattisca och familjen myrlejonsländor. Inga underarter finns listade i Catalogue of Life.